# جيمس كوان (مؤلف)
جيمس كوان (بالإنجليزية: James Cowan)‏ (9 أبريل 1942، ملبورن في أستراليا - 6 أكتوبر 2018 في أستراليا)؛ روائي أسترالي.